# Ait Ben Haddou
Ait Ben Haddou (berberski: Ath Benhadu, ar.: آيت بن حدو) je utvrđeni grad (ksar) na karavanskom putu između Sahare i Marakeša u današnjem Maroku, županija Souss-Massa-Draâ. Ovo naselje je divan primjer kazbe (naselje s citadelom), koja nažalost pomalo propada sa svakom kišnom olujom. Većina stanovnika danas ne živi u njemu već na drugoj strani rijeke Ouarzazate u modernijem selu, ipak 10 obitelji i dalje žive u ksaru. On je "tradicionalno pred-Saharsko naselje i izvanredan primjer arhitekture južnog Maroka", zbog čega je upisano na UNESCO-ov popis mjesta svjetske baštine u Africi 1987. godine.
Ait Ben Haddou je najbolji primjer arhitekture od zbijene zemlje i glinene opeke na uzvišenju iznad oaze; koja se može pronaći u dolinama Dra, Todgha, Dades i Sous, u južnom Maroku, a nekada se rasprostirala širom Magreba, Mauritanije i Libije. Njegova zemljana gradnja je starija od islamizacije doline Džebel 757. godine, iako su najstarije građevine u današnjem Ait Ben Haddou iz 17. stoljeća. 
Građevine su izrazito raznolike, ali većinom su to velike kuće (berberski: tighremt, ar.: dar) koje su skupljene oko kvadratičnog dvorišta, dok četiri visoka krila s tornjevima na kutovima čine citadelu (kazba). Kazbe u južnom Maroku su obiteljske jedinice bogatijih stanovnika koje su imale različite namjene od kojih je obiteljska kazba - ksar. Donji kat je služio kao spremište za poljoprivredu, dok su gornji služili za stanovanje, donji ljeti, a gornji zimi. No, kazba je mogla služiti i kao utvrđena palača, sjedište lokalne uprave i mogla je poprimiti veličinu manjeg grada. Tako Ait Ben Haddou ima zbijene kuće, obrambene zidine s ukrašenim tornjevima na kutovima i cik-cak postavljena gradska vrata. Jedinstvena obrambena odlika Ait Ben haddoua su potkrovlja kuća koja su bila povezana (agadir ili ighram) i služila su kao posljednji bastion u slučaju opsade. No, tu su i javno društvene zgrade kao velike štale za ovce i goveda, silosi, tržnica, džamija, medresa i vijećnica plemenskih starješina.
Zbog arhitekture koja podsjeća na drevne gradove, u Ait Ben Haddou su snimljeni i mnogi filmovi kao što su: Lawrence od Arabije (1962), Vremenski banditi, Dah smrti, Posljednje Kristovo iskušenje (1988), Kundun, 
Mumija (1999), Gladijator (2000), i mnogi drugi.
- Panorama preko rijeke
- Panorama s ulaom u ksar
- Pogled s kazbe na ksar
- Tornjevi
- Kazba

## Vanjske poveznice
- Video na UNESCO-ovim stranicama 2:46 min (engl.)
- Turistički blog o Aït-Benhaddou (engl.)
- Interaktivna 360° panorama Ait Benhaddoua (Java, 0,9 MB)